# Colegio San Pedro Claver
El Colegio San Pedro Claver es una institución educativa ubicada en la ciudad de Bucaramanga, Colombia. Su nombre rinde homenaje a San Pedro Claver, considerado el santo patrono de los esclavizados en Colombia.
El colegio es propiedad de la Compañía de Jesús y se destaca como una de las instituciones más tradicionales de Bucaramanga. Desde su fundación, ha formado a diversas personalidades influyentes en la sociedad santandereana y bumanguesa.

## Historia

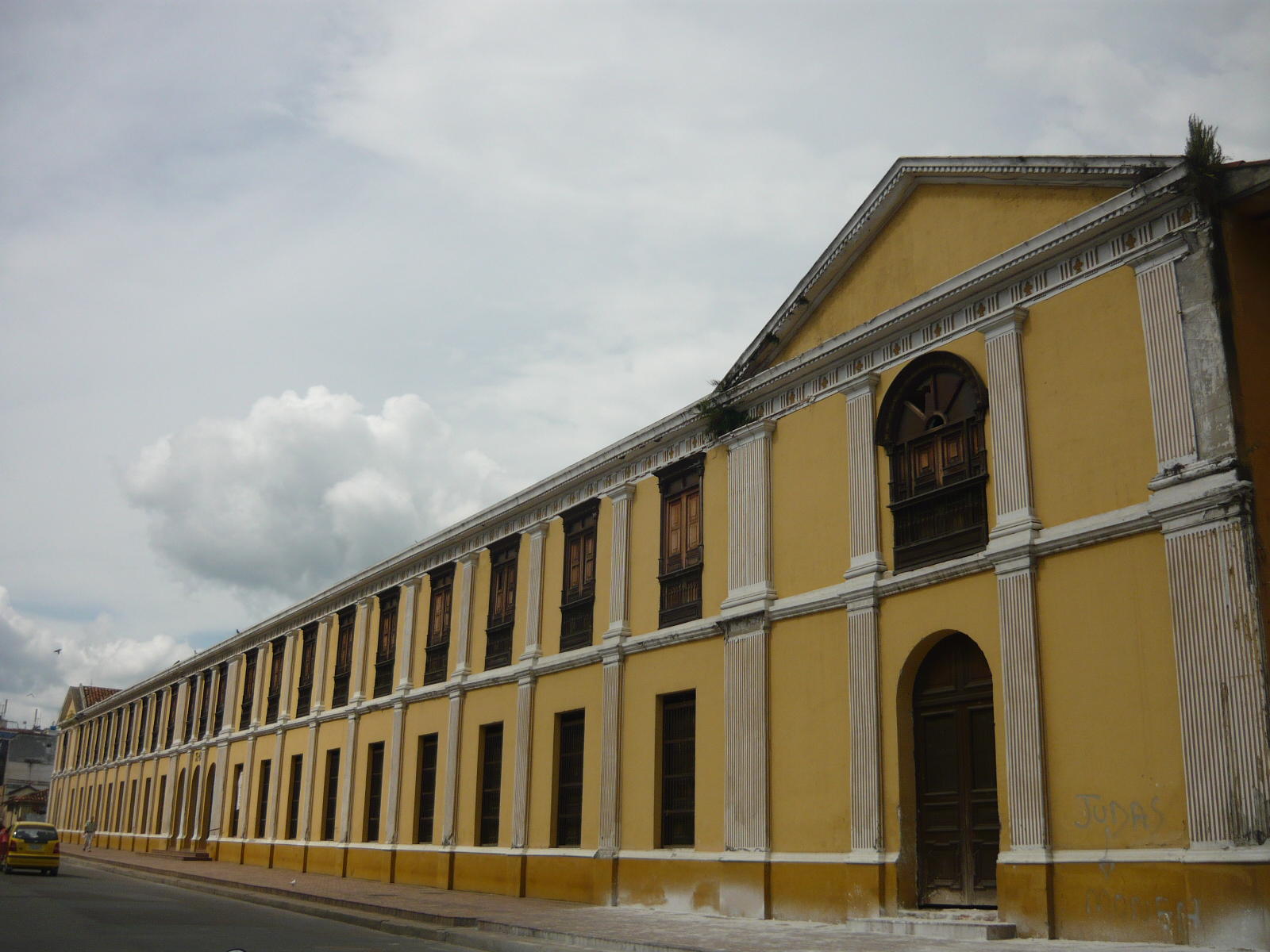
Antiguo edificio del Colegio San Pedro Claver, construido entre 1903 y 1907, usado para este fin hasta 1937. Actualmente funciona allí el Centro Cultural del Oriente.

El Colegio San Pedro Claver fue fundado en Bucaramanga en 1896, tras un acuerdo entre el padre Luis Antonio Gamero, jesuita y superior de la Compañía de Jesús en Colombia, y el senador Alejandro Peña Solano, en representación del Departamento de Santander. 
Las clases comenzaron el 22 de marzo de 1897, con 93 alumnos, en la casa de Luis Perú de Lacroix. La construcción del edificio propio del colegio inició en 1903 y finalizó en 1907. Este funcionó como sede hasta 1937, año en que la Asamblea Departamental ordenó su clausura.
En respuesta, se creó en 1938 una junta pro-colegio. Con la autorización del padre general Wladimir Ledóchowski, S.J., la construcción de la nueva sede en el barrio Sotomayor comenzó en diciembre de 1948. Posteriormente, en 1962, se inauguró la sede de educación infantil en el sector de Conucos, conocida popularmente como "San Pedrito".

## Infraestructura y programas

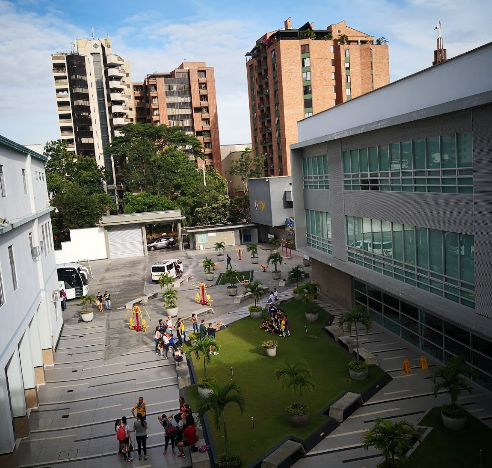
Actuales instalaciones del Colegio San Pedro Claver en Sotomayor.

El colegio cuenta con modernas instalaciones que incluyen biblioteca, laboratorios de computación, física y química, gimnasio y piscina. En la sede de Sotomayor se encuentra el auditorio Carlos Ardila Lülle, inaugurado en 2015 y nombrado en honor a este destacado egresado. El auditorio tiene capacidad para 621 personas distribuidas en dos niveles y cuenta con tecnología avanzada en sistemas de audio y video, así como acabados de alta calidad.
Las disciplinas deportivas que ofrece el colegio incluyen fútbol, baloncesto, tenis de mesa, voleibol, natación y microfútbol. Para su preparación, los estudiantes disponen de la sede deportiva de Villa Loyola, ubicada en el sector de Menzuly, en Piedecuesta. Esta sede cuenta con campo de fútbol en grama natural, canchas múltiples (baloncesto, voleibol, microfútbol), pista de atletismo, piscina y zonas campestres. Además, incluye una casa de retiros con capacidad de alojamiento nocturno grupal. El Atlético Bucaramanga ha utilizado frecuentemente estas instalaciones para sus entrenamientos.
El colegio también dispone de la casa de retiros "Villasunción", situada en el sector de Los Pinos, al nororiente de la ciudad, con capacidad para alojar hasta 89 personas.
Entre sus programas sociales y de formación en valores destacan el Servicio Jesuita a Refugiados (SJR) y "Fe y Alegría".
El Movimiento Juvenil Huellas, dirigido por la Compañía de Jesús, cuenta con aproximadamente 280 miembros en el colegio.
En el ámbito cultural, el colegio promueve actividades como grupo de danza, banda rítmica, grupo de ballet y ensamble sinfónico. Asimismo, organiza la semana patronal en honor a San Pedro Claver, celebrada anualmente entre septiembre y octubre, con participación activa de toda la comunidad educativa y liderada por los estudiantes del último año.
El equipo de robótica del colegio, dirigido por el profesor Luis Gabriel Sandoval, ha representado a Colombia en diversos certámenes internacionales. Entre sus logros se destacan el primer lugar en el World Automation Competition en México (2013), el "Support Award" en el World VEX Robotics Competition, y el "Team Spirit Award" en Anaheim, California, Estados Unidos. En 2018, el equipo también tuvo una destacada participación en competencias realizadas en Yokohama, Japón.

## Egresados notables
A lo largo de su historia, el Colegio San Pedro Claver ha formado a destacados profesionales que han contribuido significativamente en diversos campos del ámbito nacional e internacional. Entre ellos se encuentran:
- Emilio Pradilla (egresado en 1901): político, fue gobernador del Santander.
- Gabriel Turbay (1917): médico, diplomático y político liberal.
- Roberto García-Peña (1927): abogado, periodista y director de *El Tiempo*.
- Carlos Ardila Lülle (1945): ingeniero civil, empresario e industrial, presidente del Grupo Ardila Lülle.
- Alberto Alarcón French: empresario del sector privado.
- Alejandro Ordóñez Maldonado: abogado, político, exprocurador general de la Nación y embajador de Colombia ante la OEA.
- Alberto Montoya Puyana (1962): arquitecto, político, académico y exalcalde de Bucaramanga.
- William Omar Contreras (1993): neurocirujano y científico con investigaciones reconocidas en el área de neurología.
- Alejandro Leiva (Piter Albeiro) (1993): comediante, empresario y creador de contenido digital.
- Gustavo Pradilla Andrade (1994): neurocirujano especializado en cirugía mínimamente invasiva.
- Juan Pablo Carreño (1995): compositor, músico y director de orquesta reconocido en el ámbito internacional.
- Héctor Mantilla Rueda (2011): abogado, político, y exalcalde de Floridablanca.